# خاندان بورگزه
خاندان بورگزه (انگلیسی: Borghese family) خانواده سرشناس ایتالیایی است که پیشینه آنها به قرن سیزدهم بازمی‌گردد، که در شهر سیه‌نا به شهرت رسیدند. در طول قرن شانزدهم، رئیس این خانواده، مارکانتونیو بورگزه، به شهر رم نقل مکان کرد و در سال ۱۶۰۵ پسر وی؛ کامیلو بورگزه، تحت عنوان پل پنجم، به‌عنوان پاپ منصوب گردید. خانواده بورگزه امروزه همچنان روابط نزدیک خود را با واتیکان حفظ کرده است.